# Brevörde
Brevörde là một đô thị trong huyện Holzminden, bang Niedersachsen, Đức. Đô thị Brevörde có diện tích 13,59 km², dân số thời điểm ngày 31 tháng 12 năm 2006 là 759 người.